# Don McNeill
William Donald McNeill, Don McNeill (ur. 30 kwietnia 1918 w Chickasha, zm. 28 listopada 1996 w Vero Beach) – amerykański tenisista, zwycięzca mistrzostw Francji i mistrzostw USA w grze pojedynczej i podwójnej.
W okresie II wojny światowej służył jako oficer wywiadu marynarki wojennej.
Po zakończeniu kariery pracował w branży reklamowej w Nowym Jorku.

## Kariera tenisowa
Praworęczny Amerykanin, znany głównie ze skutecznego bekhendu, był jednym z zawodników, którym najlepsze lata kariery i szansę na odniesienie kolejnych sukcesów zabrała II wojna światowa.
W 1937 roku po raz pierwszy awansował do czołowej dziesiątku rankingu amerykańskiego, a rok później wygrał halowe mistrzostwa USA, pokonując w finale Franka Bowdena. Był wówczas studentem Kenyon College, w barwach którego zdobył międzyuczelniane mistrzostwo USA w 1940 roku. Tego samego roku został uznany za pierwszego tenisistę USA, natomiast ze względu na wojnę jedynie w 1939 roku znalazł się w czołowej dziesiątce rankingu światowego (nr 7). Wojna odebrała mu także szansę występów w Pucharze Davisa.
W 1939 roku na kortach im. Rolanda Garrosa podczas mistrzostw Francji (obecnie French Open) pokonał w finale lidera rankingu światowego, Bobby'ego Riggsa. Był drugim Amerykaninem ze zwycięstwem w Paryżu po Donie Budge'u i ostatnim zwycięzcą turnieju przed wybuchem wojny.
W 1940 roku zdobył tytuł akademicki i ukończył studia, a następnie zdobył mistrzostwo USA na kortach ziemnych, w finale pokonując Bobby'ego Riggsa. Po raz trzeci w krótkim czasie okazał się lepszy od Riggsa w wielkoszlemowych mistrzostwach USA w 1940 roku, pokonując go w rundzie finałowej. McNeill był pierwszym tenisistą, któremu w jednym sezonie udało się triumfować w rozgrywkach uczelnianych (Intercollegiate) i "dorosłych" mistrzostwach (w 1942 roku osiągnięcie to powtórzył Ted Schroeder).
W 1944 roku McNeill wywalczył deblowe mistrzostwo USA w parze z Bobem Falkenburgiem po zwycięstwie nad Billem Talbertem i Pancho Segurą. Był to drugi wielkoszlemowy tytuł deblowy McNeilla, który w 1939 roku oprócz paryskiego zwycięstwa singlowego triumfował w grze podwójnej, pokonując w parze z Charlesem Harrisem Jacques'a Brugnona i Jeana Borotrę. Podczas mistrzostw USA w 1944 awansował ponadto do finału w grze mieszanej w parze z Dorothy Cheney. W 1946 roku McNeill osiągnął finał mistrzostw USA, grając w parze z Frankiem Guernseyem, a trofeum przypadło Billowi Talbertowi i Gardnarowi Mulloyowi.
McNeill był ponadto m.in. halowym mistrzem USA w 1950 roku w singlu i pięć razy w deblu (1941, 1944 z Frankiem Guernseyem, 1949, 1950 i 1951 z Billem Talbertem).
W 1965 roku został wpisany do Międzynarodowej Tenisowej Galerii Sławy.

### Finały w turniejach wielkoszlemowych

#### Gra pojedyncza (2–0)
| Końcowy wynik | Nr | Data | Turniej                                | Nawierzchnia | Przeciwnik  | Wynik finału            |
| ------------- | -- | ---- | -------------------------------------- | ------------ | ----------- | ----------------------- |
| Zwycięzca     | 1. | 1939 | French Championships, Paryż            | Ceglana      | Bobby Riggs | 7:5, 6:0, 6:3           |
| Zwycięzca     | 2. | 1940 | U.S. National Championships, Nowy Jork | Trawiasta    | Bobby Riggs | 4:6, 6:8, 6:3, 6:3, 7:5 |

#### Gra podwójna (2–1)
| Końcowy wynik | Nr | Data | Turniej                                | Nawierzchnia | Partner        | Przeciwnicy                  | Wynik finału              |
| ------------- | -- | ---- | -------------------------------------- | ------------ | -------------- | ---------------------------- | ------------------------- |
| Zwycięzca     | 1. | 1939 | French Championships, Paryż            | Ceglana      | Charles Harris | Jean Borotra Jacques Brugnon | 4:6, 6:4, 6:0, 2:6, 10:8  |
| Zwycięzca     | 2. | 1944 | U.S. National Championships, Nowy Jork | Trawiasta    | Bob Falkenburg | Pancho Segura Bill Talbert   | 7:5, 6:4, 3:6, 6:1        |
| Finalista     | 1. | 1946 | U.S. National Championships, Nowy Jork | Trawiasta    | Frank Guernsey | Gardnar Mulloy Bill Talbert  | 6:3, 4:6, 6:2, 3:6, 18:20 |

#### Gra mieszana (0–1)
| Końcowy wynik | Nr | Data | Turniej                                | Nawierzchnia | Partnerka      | Przeciwnicy                          | Wynik finału |
| ------------- | -- | ---- | -------------------------------------- | ------------ | -------------- | ------------------------------------ | ------------ |
| Finalista     | 1. | 1944 | U.S. National Championships, Nowy Jork | Trawiasta    | Dorothy Cheney | Margaret Osborne DuPont Bill Talbert | 2:6, 3:6     |